# Ājorlū
Ājorlū (persiska: آجرلو, آجِرلو) är en ort i Iran.   Den ligger i provinsen Hamadan, i den nordvästra delen av landet, 210 km väster om huvudstaden Teheran. Ājorlū ligger 1 625 meter över havet och antalet invånare är 304.
Terrängen runt Ājorlū är platt åt sydväst, men åt nordost är den kuperad. Runt Ājorlū är det ganska tätbefolkat, med 192 invånare per kvadratkilometer. Närmaste större samhälle är Sanāj, 18,6 km väster om Ājorlū. Trakten runt Ājorlū består i huvudsak av gräsmarker.